# Dorsa di Dione
Segue una lista dei dorsa presenti sulla superficie di Dione. La nomenclatura di Dione è regolata dall'Unione Astronomica Internazionale; la lista contiene solo formazioni esogeologiche ufficialmente riconosciute da tale istituzione.
I dorsa di Dione portano i nomi di personaggi e luoghi tratti dall'Eneide di Virgilio.

## Prospetto
| Dorsum          | Eponimo                                                   | Latitudine | Longitudine | Diametro |
| --------------- | --------------------------------------------------------- | ---------- | ----------- | -------- |
| Janiculum Dorsa | Gianicolo - Colle di Roma sulla sponda destra del Tevere. | 24,6° N    | 144,1° W    | 900 km   |